# Disa renziana
Disa renziana är en orkidéart som beskrevs av Dariusz Lucjan Szlachetko. Disa renziana ingår i släktet Disa och familjen orkidéer.
Artens utbredningsområde är Kongo-Kinshasa. Inga underarter finns listade i Catalogue of Life.